# Friuli Aquileia Cabernet franc superiore
Il Friuli Aquileia Cabernet franc superiore è un vino DOC la cui produzione è consentita nella provincia di Udine.

## Caratteristiche organolettiche
- colore: rosso rubino intenso.
- odore: caratteristico, erbaceo gradevole
- sapore: caratteristico erbaceo, fine, asciutto, armonico

## Produzione
Provincia, stagione, volume in ettolitri
- nessun dato disponibile